# Karl Brunner (Chemiker)

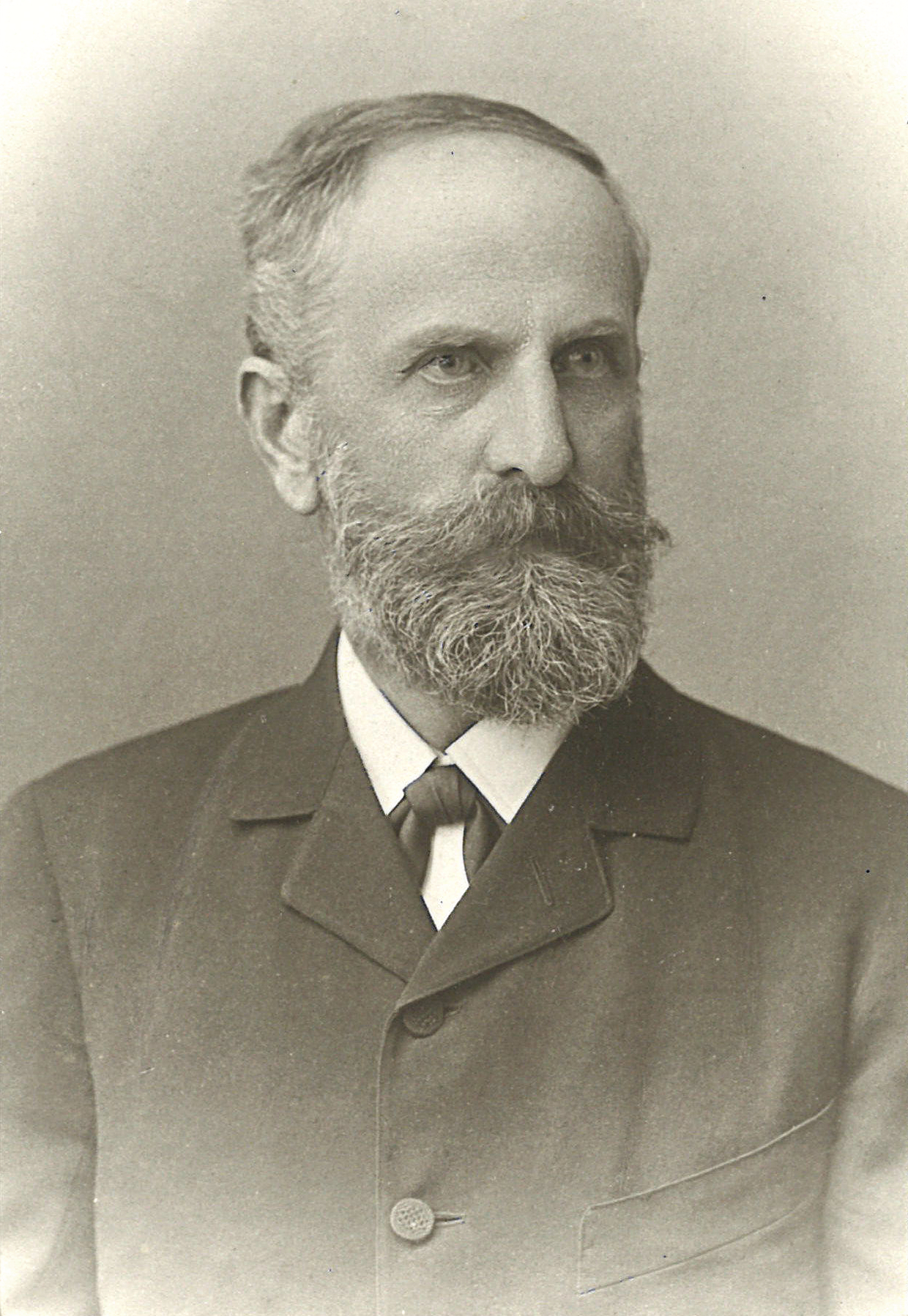
Karl Brunner porträtiert zur vorletzten Jahrhundertwende für ein Fakultätsalbum der Universität Innsbruck

Karl Brunner (* 1. April 1855 in Linz; † 21. Oktober 1935 in Innsbruck) war ein österreichischer Chemiker.

## Leben
Karl Brunner wurde 1855 als Sohn eines Statthalterei-Rates geboren. Ab 1873 studierte er an der Universität Innsbruck, wo er später auch promoviert wurde. In den Jahren von 1885 bis 1902 unterrichtete er an einer Realschule und war Oberinspektor an der Lebensmittel-Untersuchungs-Anstalt in Prag. Anschließend ging er zurück an die Universität Innsbruck, wo er 1926 emeritiert wurde. Sein Forschungsgebiet waren zunächst mehrwertige Phenole. 1902 erhielt er den Ruf zur Lehrstuhl-Nachfolge von Karl Senhofer (* 29. September 1841 in Griesbruck; † 17. Oktober 1904 in Innsbruck) an die Universität Innsbruck, wo er 1926 emeritiert wurde. Bis kurz vor seinem Tode setzte er seine Arbeiten am Institut fort.
Auf diesem Gebiet entwickelte er die Senhofer-Brunner-Methode, mit der sich leicht Carboxygruppen an die Phenole substituieren lassen. Er widmete sich später dem Gebiet der Indole. Er entwickelte analog dem Indol-Ringschluss von Emil Fischer (1883) den Oxindol-Ringschluss als Verfahren zur Oxindol-Synthese. Im Jahre 1914 erweiterte er die von Alfred Einhorn entwickelte Triazolsynthese (Veröffentlichung 1905) weiter, um 1,2,4-Triazole aus Hydrazinen und Diacylaminen zu synthetisieren.
Er ist nicht mit dem Schweizer Chemiker Karl Emanuel Brunner zu verwechseln.
Brunner war mit Virginia Hochegger verheiratet, der Anglist Karl Brunner war ihr gemeinsamer Sohn. Er gehörte der Akademischen Burschenschaft Oberösterreicher Germanen in Wien an.